# بريان هاميلتون
بريان هاميلتون (بالإنجليزية: Bryan Hamilton)‏ (31 ديسمبر 1946 ببلفاست في المملكة المتحدة - ) هو مدرب كرة قدم ولاعب كرة قدم أيرلندي شمالي في مركز الوسط. شارك مع منتخب أيرلندا الشمالية لكرة القدم. أما مع النوادي، فقد لعب مع إيبسويتش تاون وسويندون تاون وليسبورن ديستليري ونادي إيفرتون ونادي ترانمير روفرز لكرة القدم ونادي لينفيلد ونادي ميلوول.

## وصلات خارجية
- بريان هاميلتون على موقع الاتحاد الأوربي (الإنجليزية)
- بريان هاميلتون على موقع قاعدة بيانات كرة القدم.إي يو (الإنجليزية)
- بريان هاميلتون على موقع ناشيونال فوتبول تيمز (الإنجليزية)
- بريان هاميلتون على موقع Soccerbase.com (لاعب) (الإنجليزية)